# Doris Lütkens
Doris Lütkens, eigentlich Dorothea Elisabeth geb. von Cossel (* 25. Dezember 1793 auf dem väterlichen Rittergut Jersbek/Holstein; † 10. Mai 1858 in Hamburg) war eine deutsche Malerin, Schulvorsteherin und Kindergartenpädagogin.

## Leben und Wirken
Dorothea Elisabeth, von frühester Kindheit an Doris gerufen, war das älteste von sechs Kindern des königlich-dänischen Etatrates Eberhard Christopher von Cossel (1753–1832) und dessen Ehefrau Friederike Louise, geb. von Stemann. Das Mädchen erhielt eine vorzüglich ausgerichtete Erziehung, „die ihre  intellektuelle wie künstlerische Entwicklung beförderte“.
Im Alter von 41 Jahren heiratete Doris von Cossel Hermann Siegmund Lütkens. Er war der einzige Sohn des Moorfleeter Pastors und Dichters Johann Heinrich Lütkens und Vorsteher einer Hamburger Privatschule für Knaben. Die von ihrem Mann 1813 gegründete Schule musste 1838 wegen mangelnder Nachfrage geschlossen werden. Folgend trug Doris Lütkens wesentlich zum Lebensunterhalt bei; die „ausgebildete Malerin und Zeichnerin, zu ihren Lehrern gehörte u. a. Carl Julius Milde, fertigte Porträts, gab Mal- sowie Zeichenunterricht und betätigte sich als Schriftstellerin auf künstlerischem und religiösem Gebiet“.
1841 gründete Doris Lütkens eine „Lehr- und Pensionsanstalt für höhere Töchter“ im damaligen Hamburger Vorort Sankt Georg. Über 17 Jahre leitete sie die Einrichtung. Ab 1846 gab sie die Zeitschrift „Pädagogische Mittheilungen für Eltern und Lehrer aus Literatur und Leben“ heraus, die zwei Jahre später in „Unsere Kinder. Vereinsschrift oder litterarischer Sprechsaal für Eltern, Lehrer usw.“ umbenannt wurde:
Die Herausgeberin brachte in diesem Blatte unter Mitwirkung mehrerer fachmännischer Kollegen treffliche Abhandlungen über theoretische und praktische Erziehungsfragen... Nach dem Vorbilde Jean Paul's 'Levana' gab es eine Gedanken-Kollekte, die nicht nur Ansprüche aus der genannten 'Erziehungslehre', sowie aus anderen pädagogischen Schriften brachte, sondern auch Gedanken in aphoristischer Form von Lehrern und Laien.
1846 setzte sie sich dafür ein, in Hamburg ein Lehrerinnenseminar zu installieren:
Massive Vorbehalte gegenüber einer systematisch-pädagogischen Ausbildung von Frauen für das Erziehungs- und Lehrfach ließen eine Realisierung dieses Planes in der Hansestadt nicht zu.
1847 hatte Doris Lütkens Friedrich Fröbel, der 1840 in Blankenburg den ersten Kindergarten gestiftet hatte, während eines großen Kinderfestes in Ouetz bei Magdeburg kennengelernt. Fortan setzte sie sich praktisch wie theoretisch für die Belange Friedrich Fröbels als auch für die Verbreitung der Idee des Kindergartens ein. Im Revolutionsjahr 1848 setzte sie sich bei der Pädagogenversammlung in Rudolstadt dafür ein, dass die Frankfurter Nationalversammlung den Kindergarten als wichtigen Teil der Volkserziehung anerkennen sollte und gliederte im Mai des gleichen Jahres ihrer Privatschule einen  Kindergarten an, den ersten Hamburgs. Alwina Middendorff, die Tochter von Wilhelm Middendorff und spätere Frau von Wichard Lange leitete den Kindergarten. Über die Bedeutung des Kindergartens schrieb Doris Lütkens:
Der Kindergarten ist eine Vermittlung zwischen Haus und Schule; ein allmäliger Übergang zwischen beiden. Wie in der Gemeinschaft eines glücklichen Familienlebens der Geist der Liebe, der Sinnigkeit, des freundlichen Entgegenkommens waltet, so auch in jedem, ächt im Sinne des Stifters geleiteten Kindergarten. Durch das, was das Kind in demselben erlebt, was es lernt, spielt, sieht, erhält es immer neuen Stoff zum lebendigen Verkehr mit dem Elternhause.
Als 1851 im Königreich Preußen die Kindergärten verboten wurden, kämpfte Doris Lütkens in Wort und Schrift gegen dieses Verbot. In einem Beitrag arbeitete sie akribisch die positiven Aspekte des Kindergartens heraus und hielt dem Vorurteil, Fröbel wäre Atheist, entgegen: „Ferner wird man erkennen, daß das religiöse Element den Fröbel'schen Kindergarten ganz durchdrungen, gleichsam ihn nähren soll: daß also es ganz auf die 'individuelle Führung' desselben ankommt, wie dieser Aufforderung genügt wird, und daß folglich jede Religionspartei ihre Kindergärten haben und ihren Geist darin walten lassen kann, wie er in ihren Familien lebt.“.

## Werke (Auswahl)
- Normalbücher eines A. B. C. des Zeichnens, Hamburg 1843
- Fröbelsche Kindergärten, Perthes-Besser & Mauke, Hamburg 1849 Digitalisat
- Friedrich Fröbel und sein Erziehungsprinzip, Hamburg 1852 (Privatdruck)
- weitere Werke, in Hans Schröder (Hg.): Lexikon der hamburgischen Schriftsteller bis zur Gegenwart, Band 4, Klincker – Lyser, Hamburg 1866, (2367. Lütkens (Dorothea Elisabeth)) S. 593ff.